# Julien Gonin
Julien Gonin (* 17. Februar 1982) ist ein französischer Springreiter.

## Werdegang
Bei den Mittelmeerspielen im Juli 2009 in Italien gewann er im Team mit Simon Delestre, Alexandra Flancart und Olivier Guillon Mannschaftsgold, Equipechef war Thierry Pomel.

## Pferde (Auszug)
- Quapitale du Lavoir (* 2004), braune Selle Français-Stute, Vater: Heartbreaker, Muttervater:	Capitol I, Besitzer: Julien Gonin
- Queen Girl Kervec (* 2004), braune Selle Français-Stute, Vater: Diamant De Semilly, Muttervater: Darco, Besitzer: Julien Gonin
- Petite Dame des Erables (* 2003), braune Stute, Besitzer: Julien Gonin & Pierre-Alain Sterchi
- Gina A (* 2003), braune Oldenburger-Stute, Besitzer: Anne Peyer
- Quiria D'Orion (* 2004), Selle Français-Fuchsstute, Vater: Calvaro, Besitzer: Dr. Philippe Prevost & Pascale Prevost
- Sandro, brauner, Vater: Larino, Muttervater: Casimir